# 道の駅いたこ
道の駅いたこ（みちのえき いたこ）は、茨城県潮来市にある茨城県道101号潮来佐原線の道の駅である。

## 概要
潮来市の新たな情報発信拠点としてイベントなどを行っている。
オリジナルのイメージキャラクター（いたこイヌ、ネコ）で施設をアピールし、どら焼きやジェラート、米粉麺フォーなどオリジナル商品を製造販売している。

## 施設
駐車場
- 普通車281台
- 大型車20台
- 身体障害者用3台
- 臨時駐車場

トイレ
- 男 13（内身体障害者用 1）
- 女 14（内身体障害者用 1）

レストラン
- レストラン「おふくろ亭」（9:00 - 17:00〈ラストオーダー16:30〉）

ショップ
- 虹工房（菓子類製造、販売）
- 新鮮市場「伊太郎」（農産物直売所）
- うるおい館（約3000種類の物産品販売）

公園
- グラウンドゴルフコース

その他
- 公衆電話
- 情報棟（9:00 - 18:40） - 潮来市の観光情報・物産情報や高速道路渋滞情報、一般道路情報の提供
- ひかりの広場（多目的広場） - アトラクションや展示即売会などのイベントが開催される
- 大型映像装置
- イオン銀行ATM

## アクセス
- 茨城県道101号潮来佐原線
  - 東関東自動車道 潮来インターチェンジ
  - 国道51号

### バス
- 広域連携路線バス『鹿行北浦ライン』（関東鉄道（旧関鉄グリーンバス）が運行）
  - 道の駅いたこ - 水郷潮来バスターミナル - 潮来駅 - 潮来市役所前 - 延方駅 - レイクエコー・白浜少年自然の家・なめがたファーマーズヴィレッジ中央 - 麻生高校 - 麻生庁舎 - あそう温泉「白帆の湯」
- 鹿行広域バス 神宮・あやめ・白帆ルート（関東鉄道・池田交通が運行）
  - チェリオ・イオン - 小山記念病院 - 鹿島神宮駅 - 延方駅 - 道の駅いたこ - 水郷潮来バスターミナル - 潮来駅 - 潮来市立図書館前 - ショッピングプラザラ・ラ・ルー - 麻生富田 - 麻生庁舎

## 周辺
- 水郷潮来バスターミナル
- 延方駅
- 霞ヶ浦（北浦・常陸利根川）
- 前川 (潮来市)